# Bibolini-arrest
Het arrest Bibolini (HR 17 december 1982, NJ 1983/480) is een arrest van de Nederlandse Hoge Raad dat betrekking heeft op de externe werking van een beperking van vertegenwoordigingsbevoegdheid van bestuurders van een vennootschap.

## Casus
Bibolini gaat op 24 januari 1978 een koopovereenkomst aan met Antillian Mechanical Works NV (hierna: AMW) met betrekking tot een tweetal motordraaibanken. AMW wordt daarbij vertegenwoordigd door directeur Lombardi. Bibolini verhuurt deze machines weer aan AMW. AMW blijft echter achter met betalen van de huur waarna Bibolini de achterstallige huur en tevens de ontbinding van de huurovereenkomst vordert  zodat de machines weer aan haar worden teruggegeven. AMW voert als verweer dat de machines in de eerste plaats niet verkocht mogen worden, aangezien Lombardi daartoe niet bevoegd was zonder toestemming van de algemene vergadering van aandeelhouders (AvA). Bovendien blijkt uit de notulen dat Bibolini op 1 juni 1976 aanwezig was bij een AvA van AMW. Op deze vergadering werd de bevoegdheid van directeuren ten aanzien van de verkoop van machines beperkt in die zin dat die bevoegdheid slechts door de AvA kon worden uitgeoefend.

## Procesgang
Op 13 september 1979 wendt Bibolini zich tot het Gerecht in eerste aanleg van de Nederlandse Antillen met het verzoek om de tussen hem en Antillian Mechanical Works bestaande overeenkomst ontbonden te verklaren wegens wanprestatie. Het gerecht wijst deze vordering af. Het hof wijst de vordering eveneens af. Daarbij baseert het zich mede op de beperking van de vertegenwoordigingsbevoegdheid die voor de directeur gold. Onder het regime van het toen geldende art. 47-oud K Antillen had een niet op de wet of de statuten berustende interne beperking van de vertegenwoordigingsbevoegdheid van een bestuurder geen externe werking, zodat zo'n beperking door de naamloze vennootschap niet aan een derde, met wie die bestuurder een onder die beperking vallende overeenkomst had gesloten, kon worden tegengeworpen. Maar het hof woog hier mee dat Bibolini van de beperking op de hoogte was geweest aangezien hij bij de algemene vergadering van aandeelhouders tegenwoordig was geweest, toen ertoe werd besloten. De vordering wordt derhalve opnieuw afgewezen. Hiertegen gaat Bibolini in cassatie.

## De Hoge Raad
De Hoge Raad laat de uitspraak van het hof niet in stand:

3.3 Het derde middel (...) voert terecht aan dat beperking van de bevoegdheid van de directeuren met externe werking krachtens art. 103 K Nederlandse Antillen slechts mogelijk is bij of krachtens de akte van oprichting en niet bij besluit van de algemene vergadering van aandeelhouders. (...) Daarbij maakt het (...) in beginsel geen verschil of degene die met de NV handelde van deze bevoegdheidsbeperking op de hoogte was.

De Hoge Raad laat wel enige ruimte voor het geval dat iemand van de beperking op de hoogte is in strijd met de goede trouw handelt, maar zulks dient dan wel onderzocht te worden:

Wel kan het zich voordoen dat in de omstandigheden van het gegeven geval degene die met de NV handelde, zich in strijd met de goede trouw zou gedragen door de NV aan de met deze gesloten overeenkomst te houden, indien hij ondanks de hem bekende bevoegdheidsbeperking toch deze overeenkomst aanging (...) Maar dit is afhankelijk van een met de feiten verweven waardering van de omstandigheden, welke aan de rechter die over de feiten oordeelt is voorbehouden.

## Relevantie
Het Bibolini-arrest is van belang in verband met de interpretatie van bepalingen rond de externe werking van vertegenwoordigingsbevoegdheid. Ook indien een derde op de hoogte is van een interne beperking van de vertegenwoordigingsbevoegdheid, impliceert dit niet dat deze beperking aan deze derde kan worden tegengeworpen.